# Gonomyia bifurcifer
Gonomyia bifurcifer är en tvåvingeart som beskrevs av Alexander 1939. Gonomyia bifurcifer ingår i släktet Gonomyia och familjen småharkrankar.
Artens utbredningsområde är Costa Rica. Inga underarter finns listade i Catalogue of Life.